# Gerhard Reber
Gerhard Rudolf Reber (* 28. April 1937 in Mannheim; † 7. Dezember 2023 in Maria Alm) war Professor für Unternehmensführung und organisationales Verhalten der Universität Linz.

## Leben
Nach dem Abitur absolvierte Reber ein kaufmännisches Praktikum bei BASF und sammelte Anfang der 1960er Jahre praktische Berufserfahrung bei den Konzernen Wärtsilä in Helsinki und Canadian General Electric Company Ltd. in Toronto. Das Studium der Betriebswirtschaftslehre an der Wirtschaftshochschule Mannheim schloss er mit einer Arbeit über Refa-Arbeitsgestaltung und Refa-Entlohnung in leistungs-theoretischer Sicht ab. 1966 beschäftigte er sich im Zuge seines MBA-Studiums als Stipendiat des DAAD an der Universität Toronto mit industriellen Beziehungen. Diese Orientierung an einer personalwirtschaftlich geprägten Betriebswirtschaftslehre setzte er mit seiner Dissertation fort und habilitierte sich mit Hilfe eines Forschungsstipendiums der DFG 1972 mit einer Analyse entscheidungstheoretischer Ansätze – Auseinandersetzung mit Grundlagen des personalen Verhaltens im Betrieb.
Seine Forschungsschwerpunkte lagen später bei Motivation, Lernen, Gruppen, interkulturellem Management sowie Führungsverhalten. Er plädierte 1975 für eine verhaltenswissenschaftliche Orientierung der Betriebswirtschaftslehre. Universitäre Assistententätigkeit übte Reber u. a. bei August Marx an der Wirtschaftshochschule Mannheim aus. Von 1976 bis 2006 war er Mitherausgeber der Zeitschrift Die Betriebswirtschaft und von 1977 bis 1985 Lehrbeauftragter der Verwaltungsakademie des Bundes. Gastprofessuren hielt Reber an Universitäten in Wien, Regensburg (als Lehrstuhl-Vertretung), Leipzig, Toronto, Atlanta und Dallas.
Reber war Mitgründer und späterer wissenschaftlicher Leiter der Linzer Management Akademie. Die Ehrendoktorwürde erhielt er von der Universität St. Gallen (1991), der Turku School of Economics and Business Administration (2000) und der staatlich Linguistischen N.-A.-Dobroljubow-Universität in Nischni Nowgorod.
An der JKU in Linz war er von 1973 bis 2005 als ordentlicher Professor am Institut für Unternehmensführung tätig.

## Schriften (Auszug)
- Unternehmenskulturen in globaler Interaktion. hg. gem. mit Bertelsmann Stiftung, W. Auer-Rizzi, S. Blazejewski, W. Dorow. Wiesbaden: Gabler, 2007. ISBN 978-3-8349-0052-4.
- Management in einer Welt der Globalisierung und Diversität: europäische und nordamerikanische Sichtweisen. Festschrift zum 65. Geburtstag, Stuttgart: Poeschel, 2002. ISBN 3-7910-1978-3.
- Macht in Organisationen. Komm. Wissenschaftstheorie im VHB, Stuttgart: Poeschel, 1980. ISBN 3-7910-0272-4.
- Personal- und Sozialorientierung der Betriebswirtschaftslehre. Vorträge, gehalten auf der wissenschaftlichen Tagung des VHB, vom 8. – 12. Juni 1976 in Linz, Stuttgart: Poeschel, 1976. ISBN 3-7910-0190-6.
- Personales Verhalten im Betrieb. Analyse entscheidungstheoretischer Ansätze – Auseinandersetzung mit Grundlagen des personalen Verhaltens im Betrieb. Habil., Stuttgart: Poeschel, 1973. ISBN 3-7910-0144-2.
- Die Arbeitsbewertung. Ein Gliederungs- und Rangproblem in schichtenpsychologischer und leistungstheoretischer Betrachtungsweise. Diss., Mannheim 1965.